# The Southern Vampire Mysteries

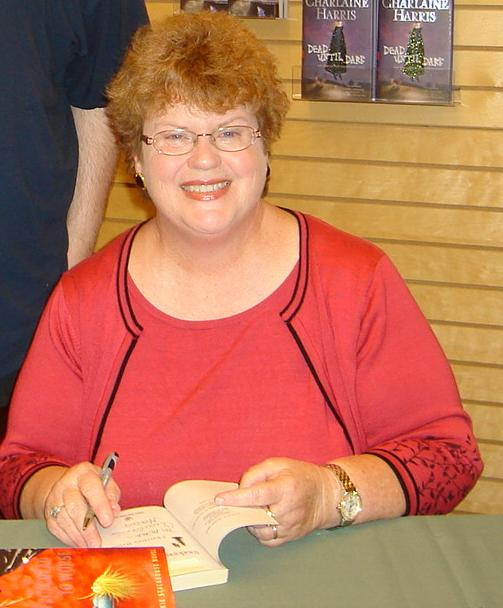
La autora de la saga, Charlaine Harris

Los misterios de los vampiros del sur (informalmente conocida como Las novelas de Sookie Stackhouse o Crónicas la verdadera serie True Blood, en su reimpresión) es una serie de libros escritos más vendidos de la autora Charlaine Harris, que se publicaron por primera vez en 2001. En la serie Los misterios de los vampiros del sur, Harris desarrolla una historia donde los seres sobrenaturales son algo real. A partir del comienzo de la serie, los vampiros son públicamente reconocidos desde hace un par de años, desde el momento en que se dieron a conocer a través de la televisión en un coordinado evento. Otros seres sobrenaturales, como hombres lobo, cambiantes, etc., existen pero no se hace público hasta más tarde en la serie. Su historia tiene otro punto de vista más cerca a la del mundo real, en ocasiones la serie hace referencias a la cultura popular.
La serie está narrada en primera persona por Sookie Stackhouse. Ella es una camarera telépata y vive en un ciudad ficticia de Bon Temps, Luisiana. El primer libro de la serie, Muerto en la oscuridad, ganó el premio Anthony al mejor libro de Misterio en 2001. El décimo libro, Muerto en la familia, fue lanzado el 4 de mayo de 2010. Harris fue contratada originalmente para escribir 10 libros más, pero se reveló en la Comic-Con de 2009 que había firmado un contrato para escribir tres libros adicionales más. Finalmente, el último libro, Muerto para siempre, se lanzó en mayo de 2013.

## Novelas y colecciones de historia corta
1. Muerto hasta el anochecer (mayo 2001)
2. Living Dead in Dallas (marzo 2002) (conocida como: Corazones muertos y Vivir y morir en Dallas)
3. El club de los muertos (mayo 2003)
4. Muerto para el mundo (mayo 2004)
  - "Fairy Dust" en Powers of Detection (octubre 2004). Introducción del hermano de Claudine, Claude, y póstuma presentación de su hermana Claudette.
  - "Bailarines en la oscuridad", en la novela de Night's Edge (octubre 2004). Introducción de Sean y Layla, más tarde serán vistos brevemente en la novela "Todos muertos juntos". (Una historia en el universo de Sookie pero sin la participación de ella misma).
  - "La noche de Drácula" en Vuelta a la sangre (septiembre 2007)
5. Más muerto que nunca (mayo 2005)
  - "Una palabra, una respuesta" en El mordisco (2005). Introducción de la muerte de Hadley y el sr. Cataliades, Waldo, y Anne-Sophie Leclerq.
6. Definitivamente muerta (mayo 2006)
  - "Pegajosa" en Mi gran gorda boda supernatural (2006). Introducción de los vampiros Dahlia y Taffy y sus exmaridos Todd y Don. Dahlia es vista en el capítulo de la novela Todos muertos juntos con Taffy en "Bacon". (Una historia en el universo de Sookie pero sin la participación de ella misma).
7. Todos juntos y muertos (mayo 2007)
  - "Lucky" en Sospechosos inusuales (diciembre 2008)
8. De muerto en peor (mayo 2008)
  - "Papel de Regalo" en Hombres lobos y muérdago (octubre de 2008)
9. Muerto y enterrado (mayo 2009)
  - "Bacon" en Extraño brebaje (julio de 2009). (Una historia en el universo de Sookie pero sin la participación de ella misma).
  - "Los Britlingens van al infierno" en Must Love Hellhounds (septiembre 2009). Los Britlingens son presentados previamente en Todos muertos juntos. (Una historia en el universo de Sookie pero sin la participación de ella misma).
  - Una Pizca de Muerte (octubre de 2009). Una recoplicación de algunos momentos breves de Sookie: "Polvo de Hada", "La noche de Drácula", "Respuestas monosilábicas", "Afortunadas" y "Papel de regalo".
10. Muerto en familia (mayo 2010)
  - "Dahlia Underground" en Crímenes en la noche (abril 2010). (Una historia en el universo de Sookie pero sin la participación de ella misma).
11. El Día del Juicio Mortal (mayo 2011)
  - "Dos rubias" en Unas excelentes vacaciones de la muerte (agosto 2010)
12. En Punto Muerto (mayo 2012)
13. Muerto Para Siempre[1] (mayo 2013)

## Encuadre geográfico y temporal de la saga
Las novelas se desarrollan mayoritariamente en Bon Temps, un pueblo ficticio del estado de Luisiana, EE. UU. También hay pueblos vecinos ficticios como Shreveport, Clarice o la comunidad de Hotshot, que se muestran en diversas ocasiones. En ciertas entregas, la protagonista se desplaza a Dallas, a Nueva Orleans o a Rhodes para cumplir con diversos trabajos para los vampiros.
Está situado temporalmente en la época actual, ya entrado el año 2000, aunque no se especifica.

## Seres del universo Sookie Stackhouse

### Vampiros
En la primera novela, los vampiros del universo Stackhouse se han revelado al mundo, cuando los científicos japoneses desarrollan una sangre sintética que les permite no alimentarse de humanos. "La Gran Revelación", como se refieren los vampiros, tiene distinta acogida en todo el mundo. En los países islámicos asesinan y torturan a la población vampírica, mientras que en naciones como Bosnia, Argentina y la mayor parte de África simplemente se niegan a reconocer su existencia. Países como Francia, Italia y Alemania reconocen a los vampiros, pero, aunque no los torturan, tampoco les dan los derechos de los ciudadanos. En Estados Unidos, Inglaterra, México, Canadá, Japón, Suiza y los países escandinavos, son más tolerantes. Sin embargo, incluso en los EE. UU., no se les permite ciertos derechos como el de contraer matrimonio.
En lugar de reconocer la leyenda que los vampiros están muertos, los vampiros insisten en que son simples víctimas de una condición médica que les hace alérgicos a la luz solar y afecta a sus necesidades alimenticias.
Los vampiros son pálidos y fríos, muy fuertes y rápidos, y los sentidos del oído, el olfato y la visión los tienen agudizados. Pueden ver perfectamente en la oscuridad sin que haya luz. También pueden permanecer completamente inmóviles, sin expresión y en silencio, como lo haría un muerto. Los vampiros pueden controlar las mentes de los seres humanos (visto como una forma de hipnosis), y algunos incluso pueden volar.
Los vampiros no envejecen; son inmortales. Pueden sobrevivir y recuperarse de la mayoría de las formas de daño físico, pero pueden morir expuestos a la luz del sol, completamente vacíos de sangre si no se trata rápidamente, decapitados o con la típica estaca de madera en el corazón. Los cuerpos de los vampiros se descomponen rápidamente, en cuestión de minutos, dejando una especie de hollín. La plata es altamente tóxica para ellos, de forma que se les puede inmovilizar con ella. A diferencia de la mitología vampírica, los crucifijos no tienen efecto sobre los vampiros, el agua bendita y el ajo no son más que irritantes, y la mayoría (salvo los muy ancianos) son capaces de acceder a los lugares de culto como la Tierra Santa. Como en otros universos, no pueden entrar en una casa a menos que sean invitados y una vez que se les deniega la invitación, deben salir del local.
La sangre y el sexo son dos cosas que van unidas para los vampiros. Los colmillos de los vampiros salen cuando tienen hambre, ven sangre, cuando se excitan sexualmente o ante la necesidad de luchar. Sin embargo, la mayor parte del tiempo los tienen retraídos, de forma que muchas personas no son capaces de distinguirlos de un humano común. Durante el día, los vampiros se ven obligados a esconderse del sol. Se sumen en un estado de dormancia del que es muy difícil hacerles despertar. Solo los vampiros más antiguos son capaces de hacerlo.
Un vampiro se ve obligado a obedecer a su creador. El vínculo que se establece entre ellos es muy fuerte. El creador debe enseñar a su hijo a alimentarse de los humanos para no matarlos, a hipnotizar, etc. Aunque no siempre ocurre, los primeros años, creador y progenie suelen mantener relaciones sexuales, dado que los vampiros jóvenes tienen pulsiones fuertes. Para convertir a un humano, hay que drenarle su sangre y darle a beber sangre de vampiro.
Existe el culto de los seres humanos fascinados por los vampiros, que incluye voluntarios dispuestos a ser mordidos para nutrir la sangre fresca a los vampiros y a tener relaciones sexuales con ellos. Muchos de los humanos que se relacionan con vampiros lo hacen con la esperanza de ser convertidos.
Si un humano toma al menos tres veces sangre de un vampiro concreto se forma un lazo de sangre, ligándose la psique del humano al vampiro. Se crea un estado de enamoramiento, donde vampiro y humano se sienten bien al estar juntos y ansiosos cuando están separados. Ambos pueden sentir las emociones del otro.
Además, la sangre de vampiro es buscada por los humanos como una droga que puede mejorar la fuerza, sanar heridas, y el atractivo, entre otros efectos. Debido a la escasez de donantes vampíricos dispuestos a dar su sangre, los humanos atacan a los vampiros y drenan su sangre entera, o bien hacen que las víctimas salgan a morir bajo el sol. La sangre es luego vendida como un medicamento en el mercado ilegal. Puede ser altamente adictivo, puede causar alborotos o asesinos psicóticos por los usuarios humanos que la beben por primera vez especialmente si la sangre no está fresca, y es muy impredecible como se verán afectados. Asimismo, se expresa en "Una palabra, una repuesta" que la sangre de un vampiro dado a un cuerpo muerto en combinación con palabras mágicas pueden elevar el fantasma del exdueño del cuerpo.
Aunque muchos vampiros en el universo Stackhouse tratan de vivir entre los humanos, siguen siendo muy reservados sobre su organización y gobierno. Los vampiros se separaron en el territorio continental de Estados Unidos en cuatro clanes, cada una representada por un símbolo: la ballena, la pluma, el perno del trueno y el ojo. Una división se compone de varios reinos, cada uno controlado por un Rey o Reina de vampiros. Un reino se divide en zonas, cada una controlada por un sheriff que debe lealtad al monarca.

### Cambiantes y hombres lobo
Los hombres lobo y los cambiaformas son parte de los seres de dos naturalezas.
La mayoría de los seres de este colectivo solo pueden cambiar en un determinado tipo de animal, habiendo así hombres lobo, hombres panteras, hombres tigre, hombres zorros, etc. En este universo, un niño de dos naturalezas debe ser concebido entre dos individuos de la misma condición, y sólo el primogénito hereda la condición. El resto de hijos no, aunque suelen ser más fuertes y tener mejor sentidos que la gente normal. En la pubertad es cuando un ser de dos naturalezas cambia por primera vez. La unión de un humano y un ser de dos naturalezas da un hijo normal, pero la tasa de abortos y muertes prematuras es muy alta.
Ser mordido por un hombre lobo u otro tipo de cambiante convierte a una persona normal en una criatura mestiza, mitad hombre, mitad bestia; que solo cambia con la luna llena. Alcide Herveaux lo describe en los libros exactamente como los monstruos que salen en las películas. Sin embargo, esa persona debe ser mordida varias veces para convertirse, y aun así ocurre con poca frecuencia.
Los hombres lobo son los seres de dos naturalezas más numerosos, y también los que más fama de duros tienen. Por ello están agrupados en manadas, lideradas por un líder de la manada, que suele tener un segundo al mando. El líder de la manada se elige en torneos donde los contrincantes deben demostrar su fuerza, agilidad y resistencia; aunque también puede darse el caso de que un lobo reclame el puesto tras la muerte del líder. Si nadie se le opone, consigue el puesto inmediatamente. Al tenerse en cuenta la fuerza física como un requisito importante, lo más común es que los líderes de manada sean hombres, aunque no hay ninguna norma que impida que sea una mujer.
Los hombres lobo, así como los hombres pantera, deben perpetuar la manada. Como solo el primogénito nace de dos naturalezas, en algún momento los miembros de la manada se ven obligados a mantener relaciones para engendrar cachorros. No se considera una infidelidad que alguno de los dos esté ya casado, ya que es un deber.
En El Día del Juicio Mortal, Sam le comenta a Sookie que tener relaciones sexuales mientras se está transformado en un animal es un tabú y está mal visto.
Los cambiaformas pueden asumir la forma de cualquier animal, pero a menudo la mayoría elige a un mismo animal, por lo general una criatura con la que tiene especial afinidad. Sam Merlotte es un cambiaformas y ha podido adoptar la forma de perro de diferentes razas, de león...
Aunque los vampiros anunciaron su existencia al mundo, los cambiantes mantienen su secreto para observar los resultados. Los cambiaformas deciden dar a conocer su existencia en el noveno libro, Muerto y enterrado. Aunque surgen algunos grupos racistas, la gente se lo toma mejor dado que ya han pasado por algo similar con los vampiros. El gobierno, sin embargo, considera que los seres de dos naturalezas deben inscribirse en un censo para tener un cierto control sobre ellos.

### Los seres humanos
En Los misterios de los vampiros del sur, los seres humanos tienen diferentes puntos de vista sobre los vampiros. Por un lado, están los amantes de los vampiros (referidos muchas veces como "colmilleros"), que disfrutan de tener relaciones sexuales con ellos, ser mordidos o simplemente estar cerca suyo. Por otro lado, hay grupos que muestran un abierto rechazo a la coexistencia. La Hermandad del Sol es una secta religiosa cuyos feligreses profesan un odio profundo hacia los vampiros, considerando que deberían ser eliminados ya que son una herramienta del demonio.
La demanda de sangre de vampiro ha ido creciendo en el mercado negro, al ser una droga muy adictiva. Hay drenadores de vampiros, seres humanos que atacan a vampiros con el fin de robarles su sangre para ponerla en circulación, aunque es un trabajo harto peligroso. A los vampiros se les inmoviliza con cadenas de plata mientras son drenados, ya que la plata es debilitante. A mayor edad tiene el vampiro, más cara es su sangre. Un frasco de sangre puede costar desde $ 200 a $ 400 dependiendo de la edad del vampiro. Los efectos de la sangre de vampiro en los seres humanos son sentimiento de superioridad física y mental, aumento de la fuerza, la visión y el oído, y aspecto físico mejorado. Los resultados son notoriamente impredecibles cuando la sangre lleva mucho tiempo fuera de su portador y varían con la persona, con una duración de semanas a meses. Algunas personas enloquecen cuando la sangre afecta a su sistema. Los vampiros odian a los drenadores y odian a los usuarios de la sangre drenada, ya que la mayoría de los drenadores le quitan toda la sangre al vampiro hasta el punto de matarlo o le dejan morir al sol.

### Hadas
En "Los misterios de los vampiros del sur", las hadas son retratadas como hermosas, con orejas puntiagudas, y una piel más brillante y fina. Físicamente, las hadas son fuertes y duraderas, feroces e increíblemente poseen una larga vida, pero no son inmortales. Calvin Norris comenta que: "Les encanta coquetear con el desastre, les encanta el juego de roles". En este universo, las hadas son sumamente atractivas para los seres humanos, así como los vampiros. Los vampiros tienen dificultad para resistirse a las hadas a causa de su olor y el sabor, la sangre de hadas es embriagadora para los vampiros. Un hada, Claudine, se introdujo por primera vez en Muerto para el mundo. Los vampiros y las hadas son seres totalmente imposibles de interacciones entre ellos. Sin embargo, algunas personas, como el abuelo de Sookie, Niall Brigant, son capaces de "suprimir" su esencia, enmascarando su olor y tener una toma de contacto más segura. Las hadas pueden ser matadas con limas de hierro; cuando muere un hada, se convierte en un polvo brillante (o polvo de hadas), el cuerpo simplemente se desvanece y el espíritu del hada va al miembro de la familia más antiguo.
Las hadas son reservadas sobre su propia raza, las costumbres, las interacciones, y al mundo. Por lo general habitan en el mundo FAE, llamado por las hadas, pero hay portales y puertas entre ella y el mundo humano. El abuelo de Sookie, Niall, es el príncipe de las hadas, y Claudine y Claude son sus nietos. En libros posteriores, Claudine admite que ella es el hada madrina de Sookie. Su función fue asignada por su gran esfuerzo para pasar al siguiente nivel, que es ángel de la guarda. El abuelo de Sookie tiene más de mil años de edad. Los que tienen sangre de hadas en ellos, no son hadas de pura sangre, son inmunes a los efectos del hierro, manteniendo las cualidades atractivas de las hadas. Niall declaró que Sookie y Jason heredaron la belleza de las hadas, pero solo ciertas criaturas pueden decir que forman parte de hadas. Como una peculiaridad genética (posiblemente debido a la sangre de hadas), Jason se parece mucho a su tío abuelo hasta el punto en que muchos son incapaces de diferenciarlos. Sookie parece haber heredado de las hadas más competencias (como el poder de la telepatía y la inmunidad contra la hipnotización de los vampiros). Mientras que Jason sólo tiene el poder de ser capaz de atraer fácilmente a las mujeres y a los hombres gay.

### Las brujas y wiccanos
En "Los misterios de los vampiros del sur", una bruja práctica rituales de magia, basándose en un poder que la gente nunca más aprovecha. Un Wiccano, por el contrario, sigue una religión, una religión pagana que sigue las sendas de la Madre. Se puede ser bruja y wiccano, o una cosa o la otra. Las brujas y wiccanas aparecen por primera vez en el cuarto libro, Muerto para el mundo. Holly, la amiga y compañera de trabajo de Sookie es wiccana, pero no una bruja, aunque practica algunos rituales. En libros posteriores, Sookie aprende más sobre la brujería y se hace amiga de Amelia Broadway, una bruja real en Nueva Orleans.

### Otros
- Telépatas: son seres humanos que pueden leer las mentes de otros humanos y sentir las emociones de las criaturas que posean un cerebro vivo. Los vampiros son indetectables para los telépatas presumiblemente porque están muertos; su presencia es como un "espacio en negativo". Sin embargo, muy rara vez Sookie siente destellos del pensamiento de los vampiros. Pueden leer a los seres de dos naturalezas, aunque lo más común es que solo accedan a sus sensaciones más que a pensamientos concretos. Tanto las hadas como los demonios generan una señal pero no pueden descifrarse sus emociones ni sus pensamientos. Los únicos tres telépatas conocidos son Sookie Stackhouse, su primo Hunter Savoy y Barry el botones.
- Britlingens: seres de otra dimensión potentes y extremadamente hábiles que trabajan como mercenarios por un precio. Están considerados como rivales de los vampiros e incluso pueden superar su fuerza. La convocatoria de los Britlingens requiere gran cantidad de magia y dinero, y una vez convocados son muy difíciles de matar.
- Ménades: una ménade es una seguidora femenina del dios griego Dioniso. La sangre ménade es corrosiva para los vampiros y también tienen su propia clase de control en cualquier criatura a través de locura. Ellas son mágicamente poderosas, inmortales y les gusta sembrar el caos. Las ménades son consideradas raras "antiguas criaturas" de la comunidad sobrenatural. Su poder es tal que pueden llegar a ser un peligro incluso para los vampiros.
- Demonios: seres de otra dimensión, más fuertes y rápidos que los humanos. También tienen sentidos más agudizados. Pueden manipular el fuego y es lo único que puede hacer desaparecer sus cadáveres, ya que las criaturas vivas no los descomponen. El sexo con demonios es corrosivo, aunque puede generar descendencia, ya que el Señor Cataliades y sus sobrinas Diantha y Gladiola tienen una fracción de humano.
- Criaturas Fae: el mundo de las hadas incluye las hadas propiamente dichas, las ninfas, los duendes del agua, los ángeles, los trasgos y los elfos, siendo las hadas la mayoría y la raza base.

## Adaptación para la televisión
La serie de HBO, True Blood, está basada en la novelas de Sookie Stackhouse. Sookie es interpretada por la ganadora de un Oscar Anna Paquin.
La trama que sigue la serie respeta, en las primeras temporadas, la que se encuentra en los libros de Charlaine Harris. A partir de la tercera temporada, la trama se aleja dramáticamente de los libros, manteniendo artificialmente personajes y creando nuevas líneas argumentales que nada tienen que ver con el universo ideado por Harris, con un resultado final cuestionable.